# Horsfieldia whitmorei
Horsfieldia whitmorei är en tvåhjärtbladig växtart som beskrevs av James Sinclair. Horsfieldia whitmorei ingår i släktet Horsfieldia och familjen Myristicaceae. Inga underarter finns listade i Catalogue of Life.